# 褚該
褚該，字孝通，南北朝時代官员、医師，河南郡陽翟县（今河南省禹州市）人，南朝梁鄱陽王中記室褚義昌之子。
褚該擅长医术，有名于当時。在梁朝担任武陵王府参軍，跟随武陵王蕭紀入成都。承聖二年（553年），跟随蕭撝归降西魏，担任平東将軍、左銀青光禄大夫。後转任驃騎将軍、右光禄大夫。北周武成元年（559年），担任医正上士。許奭去世後，他的医术慢慢被时人看重，在医師中仅次于姚僧垣。天和元年（566年）转任县伯下大夫。天和五年（570年），進位車騎大将軍、儀同三司。其後病故。其子褚士則，传其家业为医師。